# 埃德拉多·戈里
埃德拉多·戈里（義大利語：Edoardo Gori；1990年3月5日—）是一位意大利橄欖球運動員。他是意大利國家橄欖球隊的一員，代表意大利參加了2015年世界盃橄欖球賽。